# 野宮
野宮（ののみや）とは、斎王に卜定された後に一定期間籠る施設。

## 概要
斎王は卜定の後に「やや神に近づく」ために世俗からの隔離措置が取られ、最初の一定期間を宮城内に設けられた初斎院（伊勢神宮の斎宮は1年間、賀茂神社の斎院は3年間）にて潔斎を行い、その後に野宮に遷って潔斎を続けた他、各種の儀式も執り行われた。
伊勢神宮の斎宮の場合、初斎院から移って伊勢に群行するまでの1年間を過ごす施設を指し、卜定によって宮城郊外の浄野に設置されることとされていた（『延喜式』）。古くは天武天皇の時代に大来皇女が泊瀬斎宮に籠った例が知られ、平安遷都以後は主に嵯峨野もしくは西院に造営された。現在残る野宮神社・西院野宮神社・斎宮神社・斎明神社はその名残とされている。斎宮の野宮は当該斎王1代・1年間限りのもので、斎宮の群行もしくは退下の後に一旦取り壊され、新たな斎宮卜定後に新たに造営された。とはいえ、斎宮に仕える職員は男女145名（うち80名は初斎院時代より奉仕）おり、一定の規模が備わった施設であった。